# مرد عدالت (فیلم ۲۰۱۶)
مرد عدالت 
(به تلوگویی: Sarrainodu) فیلمی محصول سال ۲۰۱۶ و به کارگردانی بویاپاتی سرینو است. در این فیلم بازیگرانی همچون آلو آرجون، سریکانات، آدی پینستی، راکول پریت سینگ، کاترین ترسا، سومان و دوادارشینی ایفای نقش کرده‌اند.